# UPlay, ya nada será igual
UPlay, ya nada será igual o simplemente UPlay fue un programa de televisión argentino cómico transmitido por la cadena de televisión Telefe, estrenado el 21 de septiembre de 2015 a las 00:30hs. Fue presentado por el locutor de radio Luis "El Tucu" López. El programa tuvo su última emisión al aire el 30 de junio de 2017.
El programa presentaba significativas similitudes con el programa estadounidense Ridiculousness emitido por MTV, al punto que cuando ViacomCBS (dueña de MTV) compró Telefe se levantó el programa.

## Formato
El programa presenta vídeos de internet que son catalogados de humor. En su primera temporada buscaba al mejor youtuber, separados por categorías: humor, video blog, lifestyle y musical. Por otra parte establecía distintos segmentos: #MientrasTantoEnOriente, #Abuelos3G, #FestivalDePublicidad, #URanking y #ComoLaVes. 
A partir de su segunda temporada, reciben varios invitados de reconocimiento público como cantantes, actores, mediáticos, modelos, youtubers, entre otros. Mayormente reciben a figuras de Telefe.

## Personal
El equipo del programa está conformado por jóvenes promesas en los medios de comunicación.
- Luis "El Tucu" López - Conductor.
- Rochi Cuenca - Panelista.
- Tomás Munaretto - Panelista.
- Demian Bello - Panelista.

## Premios y nominaciones
| Año  | Premiación                    | Categoría                 | Receptor                  | Resultado |
| ---- | ----------------------------- | ------------------------- | ------------------------- | --------- |
| 2016 | Kids' Choice Awards Argentina | Programa o Serie Favorita | UPlay, ya nada será igual | Nominado  |